# Hermann Fredersdorf
Hermann Fredersdorf (* 19. März 1924 in Buer; † 8. August 2013 in Koblenz) war ein deutscher Finanzbeamter und Parteipolitiker.

## Leben und Werk
Fredersdorf war Vorsitzender des Bundes Deutscher Steuerbeamten und von 1969 bis 1979 stellvertretender Bundesvorsitzender des Deutschen Beamtenbundes.
Fredersdorf war zunächst Mitglied der SPD, wurde aber aus der Partei ausgeschlossen, als er 1979 zu den Gründern der Bürgerpartei gehörte. Dort vertrat er eine radikale Reform der Besteuerung, die Partei blieb jedoch bedeutungslos.

## Ehrungen
- Silberne Steuerschraube
- Ehrenvorsitzender der Deutschen Steuer-Gewerkschaft
- Ehrenpräsident der Union of Finance Personnel in Europe, der europäische Dachverband der Zoll- und Steuergewerkschaften

## Schriften
- Die Ausbildung der Steuerbeamten. Verlag Neue Wirtschafts-Briefe, Herne 1968.
- Das ungerechte Steuersystem der Bundesrepublik. Industriegewerkschaft Metall für d. Bundesrepublik Deutschland, Vorstand, Abt. Bildungswesen, Frankfurt 1969.
- mit Rolf Kohlrust: Die berufliche Bildung der Steuerbeamten. Verlag Neue Wirtschafts-Briefe, Herne / Berlin 1978, ISBN 3-482-71383-9.
- Die Partei der Steuerzahler. Verlag Bonn Aktuell, Stuttgart 1978, ISBN 3-87959-094-X.
- Der Steuerrebell und seine Gewerkschaft. Wirtschaftsverlag, Wiesbaden, Stuttgart 1982, ISBN 3-922114-02-4.